# Brottsplats USA
Brottsplats USA (originaltitel: Forensic Files), är en amerikansk kriminal-dokumentärserie som i varje avsnitt följer utredningen av mord med speciell inriktning på kriminaltekniska lösningarna för att hitta mördaren. I Sverige sänds serien på TV4 Fakta den har även visats på Discovery Channel.